# Кирхнер, Иоганн Якоб
Иоганн Якоб Кирхнер (нем. Johann Jakob Kirchner; 1796, Нюрнберг, Бавария — 1837, Нюрнберг) — немецкий художник: живописец, рисовальщик и график, мастер офорта.
Точных данных о жизни художника крайне мало. Известно, что, следуя желанию своих родителей, Иоганн Якоб Кирхнер стал продавцом книг в родном Нюрнберге, но затем последовал за другом детства Иоганном Адамом Кляйном в Вену, где учился у Йозефа Антона Коха. В 1814 году Кирхнер переехал в Мюнхен, а позднее, как и Кляйн, отправился в Италию.
Кирхнер дружил с поэтом и учёным-филологом Фридрихом Рюккертом и историком Иоганном Фридрихом Бёмером. Кляйн изобразил Иоганна Кирхнера на известном офорте делающим зарисовки во время путешествия, вероятно, по Дунаю. Искусство Кирхнера высоко ценил гравёр по меди Юлиус Тетер. В истории искусства первой трети XIX века Кирхнер известен своими карандашными рисунками с натуры и живописными ведутами, например видами замка в Нюрнберге или двадцатью двумя видами Вены.
Художник скоропостижно скончался от туберкулёза в возрасте сорока одного года. Его работы хранятся в графической коллекции города Нюрнберга, Графическом собрании Мюнхена и в Гравюрном кабинете музеев Берлина.